# Colón (Nariño)
Colón é um município da Colômbia, localizado no departamento de Nariño.